# Asparago verde di Altedo
Asparago verde di Altedo è un prodotto ortofrutticolo italiano a indicazione geografica protetta.
L'asparago verde di Altedo IGP può esser coltivato esclusivamente in 30 comuni della città metropolitana di Bologna e 26 della provincia di Ferrara perché le qualità dell'asparago dipendono dall'origine geografica, e la coltivazione avviene in una area geografica determinata.
Il marchio europeo e la qualità del prodotto sono garantito dal Consorzio di Tutela dell'Asparago Verde di Altedo IGP.
È conosciuto per la delicatezza del gusto e per l'assenza di fibre che li rende particolarmente teneri.
L'unica lavorazione ammessa è il lavaggio e refrigerazione con acqua fredda.
L'asparago è l'ortaggio più ricco di fibre e contiene limitate quantità di grassi, proteine e zuccheri, mentre è ricco di elementi minerali come calcio, fosforo, magnesio e potassio.
Questo ortaggio ha anche un contenuto di antiossidanti, di vitamina A, vitamina B6 e vitamina C ed è un'eccellente fonte di acido folico. 
La sua proprietà più significativa è quella diuretica, che facilita l'eliminazione dall'organismo dei liquidi in eccesso e delle scorie prodotte dal metabolismo, ma ha inoltre un effetto rimineralizzante, aumenta la fluidità del sangue e può stimolare l'intestino pigro.